# Pierre Frank
Pour les personnes ayant le même patronyme, voir Frank.
Pierre Frank (aussi écrit Franck), né le 24 octobre 1905 à Paris et mort le 18 avril 1984 dans la même ville, est un dirigeant trotskiste français. Il fut membre du secrétariat de la Quatrième Internationale de 1948 à 1979.

## Biographie
Pierre Frank naît à Paris où venaient de s'installer ses parents, originaires de Vilna en Lituanie.

### De l'entre-deux-guerres à Londres
Ingénieur-chimiste de formation, il est un des premiers militants trotskistes français dans le sillage de Raymond Molinier, avec le surréaliste Pierre Naville et le syndicaliste Alfred Rosmer.
En 1930, il rejoint Léon Trotsky, exilé sur l'île de Prinkipo (au large d'Istanbul), et devient un des membres du secrétariat qui prépare l'une des premières conférences de l'Opposition de Gauche Internationale. De retour en France, il est un des leaders de la Ligue communiste, l'organisation trotskiste française dans les années 1930.
Lors de la montée du Front populaire en 1936, Pierre Frank constitue, avec son ami Raymond Molinier, une minorité qui décide de rester à l'intérieur de la Section française de l'Internationale ouvrière (SFIO) malgré l'expulsion des trotskistes au congrès de Mulhouse (1935) et la décision de la majorité de son groupe d'en partir sur les conseils de Trotsky. En conséquence, il est exclu du Mouvement pour la Quatrième Internationale ; il est, par la suite  un des membres fondateurs du groupe La Commune avec Raymond Molinier.
Après leur exclusion du courant trotskiste officiel prononcée par Naville en décembre 1935, ils créent en mars 1936 le Parti communiste internationaliste (PCI) et publient, au début de 1939, Correspondance internationale.
Au printemps 1939, Raymond Molinier et Frank sont en Belgique, bientôt rejoints par Rodolphe Prager qui a déserté. Molinier et Frank y sont les seuls à échapper à l'offensive allemande de mai 1940, partant pour le Royaume-Uni — leurs amis belges étant pour leur part presque tous arrêtés, de même que Rodolphe Prager dès son retour à Paris. Ils tentent alors de nouer des contacts avec les trotskistes anglais, restant isolés des trotskistes français pendant la guerre.
Frank réussit à publier à Londres un journal intitulé International Correspondence (Inprecor) mais il est arrêté pour désertion par la police. Placé dans un camp britannique de prisonniers, il reste enfermé durant toute la guerre, n'étant libéré que grâce à l'aide de la trotskiste Betty Hamilton.

### Après guerre
À la fin de la Seconde Guerre mondiale, Pierre Franck revient en France où il prend aussitôt part à la campagne de réunification des trotskistes français. Il rejoint la direction du Parti communiste internationaliste (PCI) et, au Congrès mondial de 1948, la direction de la Quatrième Internationale qui inclut, entre autres, Ernest Mandel et Michel Raptis alias Michel Pablo.
Après le schisme yougoslave, Frank participe à la fin des années 1940 aux brigades de travail en Yougoslavie, pour la défense du titisme contre Staline. Puis il joue ensuite un rôle important dans le maintien du PCI tout au long des années 1950 et 1960, également élu au Secrétariat unifié de la Quatrième Internationale (1963) et devenant un des éditeurs de la « Presse Intercontinentale ». 
Quand le PCI, fusionnant avec la Jeunesse communiste révolutionnaire (JCR) dans le sillage de Mai 68, se transforme en Ligue communiste en 1969, puis en Ligue communiste révolutionnaire en 1973, il reste un des dirigeants de l'organisation, et ce jusqu'à sa mort le 18 avril 1984.
Il est l'auteur d'une histoire du trotskisme intitulée La Longue Marche des Trotskistes, ainsi que d'un ouvrage consacré à l'Histoire de l'Internationale communiste (1919-1943).
Ses cendres résident au cimetière du Père-Lachaise (case n° 2081).

## Publications
- La Longue Marche des Trotskistes, éd. Maspéro, 1969
- La Quatrième Internationale. Contribution à l'histoire du mouvement trotskyste, éd. Maspéro, 1973
- Le Stalinisme, éd. Maspéro, 1977
- Histoire de l'Internationale communiste (1919-1943), éd. La Brèche, 1979

### Archives
- Inventaire du fonds d'archives de Pierre Franck conservé à La contemporaine.